# Неустрија
Неустрија је била северозападни део Франачке државе под Меровинзима од 6. до 8. века. Настала је 511. године, након смрти Хлодовеха, кад се Франачко краљевство поделило између његових синова, спајањем региона од Аквитаније до Ламанша са северном границом данашње Француске и Паризом и Соасоном као главним градовима. Касније је то постао назив за регион између Сене и Лоаре познат под именом Неустријска краљевина, подкраљевина која је чинила део Каролиншког царства и касније Западне Франачке. Каролиншки краљеви су такође од Неустрије створили марку која је била погранична грофоција против Бретона и Викинга која је постојала све до касног 10. века и династије Капета.
Неустрија је такође био и назив за северозападну Италију током лангобардске владавине.

## Име
Назив Неустрија се углавном објашњава као „нова западна земља“, иако је Тејлор (1848) предложио тумачење „североисточне земље“. Дело Nordisk familjebok (1913) чак је предложило „не источну земљу“ (icke östland). Огјустен Тиери (1825) је претпоставио да је Neustria једноставно искварена верзија речи Westria, из West-rike „западно царство“. У сваком случају, Неустрија је у супротности са именом Аустразија „источно царство”. Аналогија са Аустразијом је још експлицитнија у варијанти Неустразија.
Назив Неустрија је такође коришћен као термин за северозападну Италију током периода ломбардске доминације. Он је био је у супротности са североистоком, који се звао Аустразија, истим термином који је дат источној Француској.

## Меровиншко краљевство
Претходница Неустрије била је римска крња држава, Краљевство Соасон. Године 486, њен владар, Сијагрије, изгубио је битку код Соасона од франачког краља Хлодовеха I и област је након тога била под контролом Франака. Константне поновне поделе територија од стране Хлодовехових потомака резултирале су многим ривалствима која су, више од две стотине година, држала Неустрију у готово сталном рату са Аустразијом, источним делом Франачког краљевства.
Упркос ратовима, Неустрија и Аустразија су се у неколико наврата накратко поново ујединиле. Првo је то било под Хлотером I током његове владавине од 558. до 562. Борбу за власт наставила је краљица Фредегунд од Неустрије, удовица краља Хилперика I (владао 566–584) и мајка новог краља Хлотера II (владао 584–628), покренувши огорчени рат.
Након мајчине смрти и сахране у базилици Сен Дени код Париза 597. године, Хлотер II је наставио борбу против краљице Брунхилда, да би коначно тријумфовао 613. године када су Брунхилдини следбеници издали стару краљицу у његове руке. Хлотер је наложио да се Брунхилда стави на сталак и истеже три дана, а затим ју је оковао између четири коња и коначно покидао њене удове. Хлотер је сада владао уједињеним царством, али само за кратко време пошто је свог сина Дагоберта I поставио за краља Аустразије. Дагобертово крунисање у Неустрији резултирало је још једним привременим уједињењем.
У Аустразији је под градоначелником Арнулфингом, Гримоалд старији покушао државни удар против свог господара. Хлодвиг II га је уклонио и поново ујединио краљевство из Неустрије, али опет привремено. Током или убрзо након владавине Хловисовог сина Хлотара III, династија Неустрије, као и Аустразија пре ње, уступила је власт сопственом градоначелнику палате.
Године 678, Неустрија је, под градоначелником Еброином, последњи пут покорила Аустразијце. Еброин је убијен 680. Године 687, Пипин од Херстала, градоначелник палате краља Аустразије, победио је Неустријце код Тертрија. Градоначелник Неустрије Берхар убијен је убрзо након тога и брачног савеза између Пипиновог сина Дрога и Берталове удовице, Пипин је постао градоначелник Неустријанске палате.
Пипинови потомци, Каролинзи, наставили су да владају у два царства као градоначелници. Уз благослов папе Стефана II, након што је 751. каролиншки Пипин Мали формално свргнуо Меровинге и преузео контролу над царством, он и његови потомци су владали као краљеви.
Неустрија, Аустразија и Бургундија су се тада ујединиле под једном влашћу, и иако ће се поново поделити на различите источне и западне поделе, називи „Неустрија“ и „Аустразија“ постепено су нестали.

## Каролиншко поткраљевство
Године 748, браћа Пепин Мали и Карломан дали су свом млађем брату Грифу дванаест округа у Неустрији са средиштем у Ле Ману. Ова политија је названа ducatus Cenomannicus, или војводство Мејн, а ово је био алтернативни назив за regnum Неустрије све до 9. века.
Термин „Неустрија” је добио значење „земља између Сене и Лоаре” када ју је Карло Велики дао као regnum (краљевство) свом другом сину, Шарлу Млађем, 790. године. У то време, главни град краљевство је био Ле Ман, где је основан Шарлов краљевски двор. Под династијом Каролинга, главна дужност неустријског краља била је да брани суверенитет Франака над Бретонцима.

## Каролиншке крајине
Каролиншки краљ Карло Ћелави је 861. године створио Неустријске крајине којима су владали званичници које је именовала круна, познати као управници, префекти или маркгрофови. Првобитно су постојале две крајине, једна против Бретонаца и један против Нордијаца, које су се често називале Бретонска и Норманска крајина.

## Историографија
Главне савремене хронике писане из Неустријанске перспективе су Историја Франака Грегорија од Тура, Књига историје Франака, Анали Сен-Бертена, Анали Сен-Васта, Анали Флодоарда од Ремса, и Историја сукоба Гала од Рихера од Ремса.